# John Maitland (1er duc de Lauderdale)
Pour les articles homonymes, voir John Maitland et Maitland.
John Maitland, né le 24 mai 1616 à Lethington (East Lothian), et décédé le 20 ou 24 août 1682, 2e comte de Lauderdale (en) puis 1er duc de Lauderdale (en), est un homme politique écossais.

## Biographie
Il est membre d'une ancienne famille de l'East Lothian, le fils ainé de John Maitland († 1645), 2e baron Maitland de Thirlestane, et d'Isabel Seton (1594-1638), fille d'Alexander Seton, 1er comte de Dunfermline. Il est l'arrière petit-fils de Richard Maitland de Lethington, le poète.
En février 1644, il est membre du Conseil privé d'Angleterre et du Conseil privé d'Écosse. Le 20 novembre 1644, il devient l'un des commissaires chargé de rencontrer le roi à Uxbridge (Hillingdon), durant le Long Parlement. Il essaye de persuader le roi Charles Ier d'Angleterre d'accepter l'établissement du presbytérianisme. En 1645, il conseille à Charles Ier de rejeter les propositions des indépendantistes.
En 1647, le roi se rend aux Écossais après sa déposition en Angleterre. Maitland s'engage dans divers projets pour la restauration de Charles Ier et il obtient du roi que le presbytérianisme soit établi pour trois ans, que les schismatiques soient réprimés, et que les lois du Parlement d'Écosse soient ratifiées. De plus, le roi promet d'admettre que les nobles écossais puissent accéder aux emplois publics en Angleterre, et qu'il réside régulièrement en Écosse.
De retour en Écosse, au printemps de 1648, durant la Deuxième guerre civile anglaise, Lauderdale rejoint le parti de Hamilton, le mouvement Covenantaire, en alliance avec les royalistes anglais.
Juste avant la restauration, il rejoint Charles II d'Angleterre en mai 1660 à Breda, aux Pays-Bas, et en dépit de l'opposition d'Edward Hyde.
Il devient membre du Ministère de la Cabale, mais ce ministère prenait peu part aux affaires anglaises, et il n'a pas été convié au Traité de Douvres. Le 2 mai 1672, il est créé duc de Lauderdale et comte de March, puis, le 3 juin chevalier de la Jarretière. Il est également nommé lord président du Conseil privé d'Écosse en 1672, poste qu'il occupe jusqu'en 1681.
En 1680, sa santé défaillante l'oblige à démissionner du Conseil privé du roi d'Angleterre.
Il meurt le 20 ou 24 août 1682.

## Famille et descendance
Lauderdale épouse Anne Home, dont il a une fille, puis, en deuxièmes noces, Lady Elizabeth Tollemache à l'Église Saint-Pierre de Petersham. Il ne laisse aucun descendant mâle, et par conséquent, son titre de duc et son titre anglais de comte de Guilford s'éteignent. Son frère Charles Maitland lui succède comme 3e comte de Lauderdale.